# Alphasyllabaire
Cette page contient des caractères spéciaux ou non latins. S’ils s’affichent mal (▯, ?, etc.), consultez la page d’aide Unicode.
 (août 2020).
Si vous disposez d'ouvrages ou d'articles de référence ou si vous connaissez des sites web de qualité traitant du thème abordé ici, merci de compléter l'article en donnant les références utiles à sa vérifiabilité et en les liant à la section « Notes et références ».
Un alphasyllabaire, ou abugida, est un ensemble de signes utilisés pour représenter les phonèmes d'une langue. Situé à mi-chemin entre un syllabaire et un alphabet, il consiste en des signes représentant des syllabes dotées d'une voyelle par défaut et d'autres signes, souvent annexes, modifiant, remplaçant ou supprimant cette voyelle par défaut.
Le terme abugida provient du guèze አቡጊዳ, abouguida, formé d'après les quatre premiers signes de son écriture (comme « alphabet » d'après alpha et bêta). C'est le linguiste américain Peter T. Daniels (en) qui a proposé d’utiliser ce terme pour désigner ce type de système.

## Théorie
On peut expliquer ce principe de fonctionnement par un exemple fictif : soit un graphème consonantique donné dans un alphasyllabaire, noté K. Ce graphème se lit normalement comme une syllabe composée d'une consonne (ici /k/) suivie de la voyelle par défaut (dans notre exemple, un /a/). Si l'on veut écrire /ka/, il suffit donc d'un signe unique K. Pour écrire /ki/, il faudra recourir à un signe annexe ajouté au graphème K : K + i. Pour écrire /k/ seul (dans un groupe de consonnes, par exemple, en fin de mot…), un troisième signe est nécessaire, qui note l'absence de la voyelle par défaut (signe représenté dans notre exemple par *) : K + *. Un tel signe est souvent nommé halant (nom sanskrit qu'il porte dans les écritures de l'Inde) ou — moins probant — tueur (traduction de halant, peut-être par allusion au fait que ce signe « tue », c'est-à-dire fait disparaître, la voyelle qui suit normalement la consonne) et l'on dit que la consonne est « dévoyellée »[réf. nécessaire]. Enfin, pour écrire /i/ sans le support d'une consonne, il faut un quatrième signe, celui d'un /i/ indépendant (noté İ dans notre exemple). Si l'on récapitule :
- K = /ka/ ;
- Ki = /ki/ ;
- K* = /k/ (donc, pour écrire /kma/, il faut passer par K*M) ;
- İK = /ika/ ;
- İK* = /ik/ ;
- İKi = /iki/, etc.

En définitive, il faut quatre signes différents (K, i, * et İ) là où, dans un alphabet, trois sont nécessaires (k, a et i). En contrepartie, un seul caractère suffit pour la syllabe la plus usuelle.
Parfois, le découpage des caractères ne correspond pas au découpage syllabique classique. Par exemple, quand r précède une autre consonne d'un groupement de consonnes en devanagari (exemple fictif : karka), il est écrit ka-rka avec les autres consonnes du groupement, dans le même caractère rka, là où un découpage syllabaire utiliserait ka-r-ka ou bien kar-ka. D’autres cas dans les écritures brahmiques indiennes existent pour les glissements de consonnes commençant par l-.[pas clair]

## Exemple en devanagari
On peut illustrer ce mode de fonctionnement par les mêmes exemples écrits dans un alphasyllabaire comme la devanagari :
- K = /ka/ =  ;
- Ki = /ki/ =
- K* = /k/ =  (avec le signe de halant  souscrit)
- K*M = /kma/ =  ;
- İK = /ika/ =  ;
- İK* = /ik/ =  ;
- İKi = /iki/ = , etc.

On note au passage plusieurs traits caractéristiques des alphasyllabaires :
- les voyelles suivant une consonne sont réellement traitées comme des diacritiques, d'où un placement ne suivant pas forcément l'ordre de lecture ; ainsi, Ki s'écrit en fait i+K, avec , qu'on ne confond pas avec İK grâce à l'utilisation de la voyelle indépendante  ;
- la consonne dévoyellée K, comme c'est le cas pour de nombreuses autres, prend une forme particulière quand elle est directement suivie d'une consonne (ici dans K*M) : . On dit qu'elle a la forme conjointe et le halant n'est pas noté ; ailleurs, elle est marquée simplement par le halant : .

## Liste d'alphasyllabaires

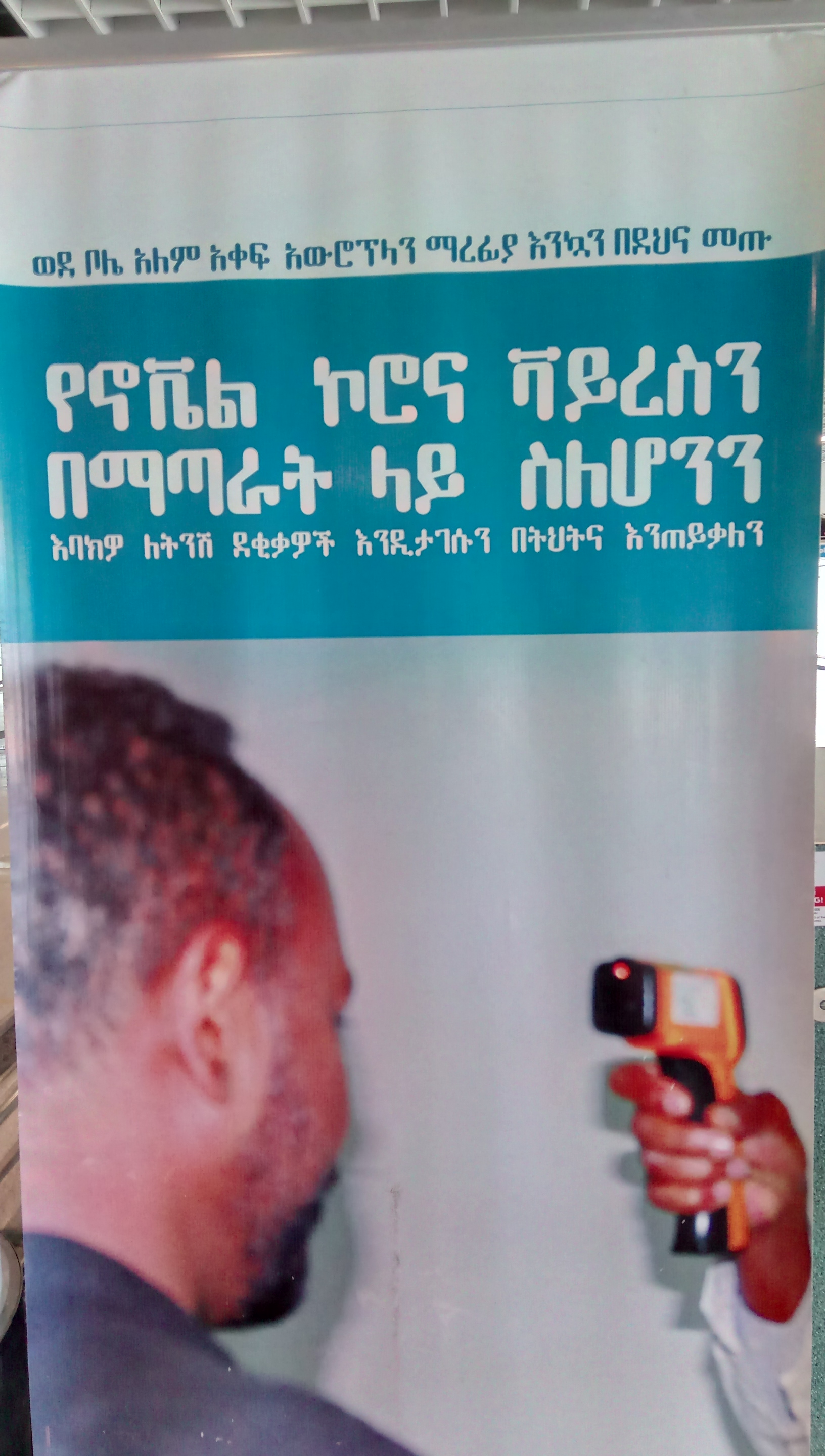
Panneau informatif en alphasyllabaire guèze en temps de COVID-19, à l'aéroport d'Addis-Abeba.

Beaucoup d'alphasyllabaires dérivent d'écritures utilisées en Inde. C'est dans cette région du globe qu'on trouve le plus d'alphasyllabaires différents, sans oublier ceux des régions comme l'Afrique ou le Canada.
- Région Afrique
  - le méroïtique, langue éteinte du royaume de Koush (nord Soudan), utilisant deux alphasyllabaires dérivés des écritures égyptiennes (hiéroglyphes et cursive démotique) du IIe siècle av. J.-C. jusqu'au Ve siècle ;
  - le guèze, un abjad du VIIe siècle av. J.-C. complété au IVe siècle de notre ère avec des diacritiques pour les voyelles, et qui n'a aujourd'hui que des usages liturgiques. Ses quatre premiers signes ont par ailleurs servi à former le terme « abugida ». Des versions légèrement modifiées servent à écrire des langues modernes d'Éthiopie et d'Érythrée:
    - l'amharique, langue administrative de l'Éthiopie ;
    - le tigrigna, l'une des langues officielles de l'Érythrée.

  - le mandombe, inventé en 1978 pour les langues mandées en Afrique centrale ;

- Région Asie
  - le kharoshthi, un script cursif dérivé de l'alphabet araméen par les scribes du Gandhāra du milieu du IIIe siècle av. J.-C. au IIIe siècle, mais utilisé aussi en Asie centrale, et le long de la route de la soie (Xinjiang, en Chine) où il aurait survécu jusqu'au VIIe siècle.
  - la brahmi, apparue au IIIe siècle av. J.-C. (aussi dérivé de l'alphabet araméen), prototype d'un nombre considérable d'alphasyllabaires utilisés en Inde et en Asie du Sud :
    - le grantha notait autrefois le sanskrit ;
    - la devanagari, descendante de la brahmi, servant à écrire entre autres le sanskrit, le pali, le hindi moderne, etc. ;
    - l'alphasyllabaire du kannara, descendant de la brahmi ;
    - le malayalam utilise un alphasyllabaire descendant là encore de la brahmi ;
    - l'oriya, l'un des nombreux descendants de la brahmi ;
    - le gurmukhi sert à noter le pendjabi ;
    - le gujarati utilise un alphasyllabaire dérivé de la devanagari ;
    - le tamoul, dérivé de la brahmi ;
    - le télougou, dérivé de la brahmi ;
    - le cingalais possède un alphasyllabaire ;
    - l'écriture du bengali, fondé sur la brahmi ;
    - l'écriture phags-pa ;
    - le tibétain utilise un alphasyllabaire fondé sur la devanagari ;
    - l'alphasyllabaire lepcha
    - le taï-le ;
    - le tagbanoua, dérivé de la brahmi ;
    - l'écriture javanaise, dont l'alphasyllabaire est appelé hanacaraka, et sa variante balinaise, l'alphabet balinais ;
    - l'alphabet laotien, descendant lui aussi de la brahmi ;
    - l'alphabet khmer, descendant de la brahmi ;
      - l'alphabet thaï, probable descendant de l'alphabet khmer ;

    - l'ahom, langue thaï éteinte, utilisait un alphasyllabaire probablement dérivé de la brahmi ;
    - le birman utilise un alphasyllabaire dérivé de la devanagari ;
    - le baybayin, écriture pré-coloniale du tagalog ;
    - l'alphabet batak dans le nord de Sumatra ;
    - l'alphabet redjang dans le sud de Sumatra ;
    - l'alphabet rencong dans le sud de Sumatra ;

  - l’écriture Yi moderne est un alphasyllabaire, issu d’une simplification de l'écriture yi classique (une écriture idéographique[réf. nécessaire] inspirée par les pictogrammes et l'apparence des caractères han du chinois, mais ayant une construction différente) ;

- Autres régions
  - les syllabaires autochtones canadiens sont en fait des alphasyllabaires ;
    - l'inuktitut possède un alphasyllabaire dérivé des syllabaires autochtones canadiens.